# Chiesa del Santissimo Crocifisso (Bitonto)
La chiesa del Crocifisso è un luogo di culto di Bitonto. Definita da molti la Cappella Sistina pugliese per la ricchezza degli affreschi che coprono tutto il soffitto.

## Storia
Fu costruita a partire dal 1664 a est del centro abitato su commissione del vescovo Alessandro Crescenzi. Il disegno architettonico è dell'artista bitontino Carlo Rosa, che insieme ai suoi allievi realizzò anche gli affreschi interni.
La chiesa fu edificata sul luogo dove vi era l'antica edicola con l'affresco della Crocifissione, opera del Rapestingo. L'affresco era ritenuto miracoloso, come testimoniano i numerosi ex voto che ancora oggi si vedono sull'antico muro che sporge nella Cappella della Vergine dei Sette dolori. Il luogo era stato donato con il testamento del 20 maggio 1529 da un certo Vincenzo de Riccis al Capitolo della cattedrale di Bitonto insieme all'annesso podere, a condizione che fosse incrementata la devozione dell'immagine sacra del santissimo Crocifisso. A seguito dell'aumento di devozione nei confronti dell'immagine sacra, l'edificio originario era divenuto insufficiente alle esigenze di culto. 
Nel 2014 la parrocchia di San Silvestro, che da 40 anni ha come sede la Chiesa del Crocifisso mentre precedentemente era situata nel centro storico della città, ha festeggiato 9 secoli, 30 anni dall'inizio del sacerdozio dell'attuale parroco e il 350º anniversario dalla consacrazione della stessa Chiesa del Crocifisso, benedetta dal vescovo Tommaso Acquaviva, nel 1664.
Inoltre, in occasione dell'evento, sono state presentate anche tre nuove opere pittoriche che il maestro Vito Cotugno ha donato alla comunità parrocchiale e che si aggiungono al numeroso patrimonio pittorico della seicentesca Chiesa.

## Descrizione

### Esterno
La chiesa presenta un'originale pianta a croce greca con cupole in asse ricoperte di chianchette secondo modelli architettonici usuali nelle chiese rurali pugliesi. Delle tre porte previste dal progetto originario, quelle in corrispondenza del transetto sono state chiuse poco tempo dopo la consacrazione della chiesa (1671).
Il registro inferiore della facciata riecheggia i modelli classici, con lesene doriche e cornice a metope e triglifi che inquadrano un portale con timpano a volute. Il registro superiore
presenta uno stile più vicino all'architettura barocca: su una cornice spezzata su si innestano colonne ioniche che reggono un timpano curvilineo; lo spazio è scandito dalla finestra centrale con timpano triangolare. 

### Interno
L'interno, interamente affrescato, presenta volte a botte che si intersecano in corrispondenza della cupola. 
La decorazione pittorica è opera di Carlo Rosa e degli allievi Nicola Gliri, Giuseppe Luce e Vitantonio de Filippis, che dopo la sua morte ne completarono il progetto.
I ciclo di dipinti presenta immagini dell'Antico Testamento (il sacrificio di Abramo, Agar nel deserto, il martirio di Isaia, Giona rigettato sulla spiaggia di Ninive, la visione di Giacobbe, alcune scene della vita di Mosè) e dei Vangeli (la lavanda dei piedi, l'ingresso di Gesù a Gerusalemme, il Getsemani, la Flagellazione) e i ritratti degli imperatori Elena e Costantino. Nei transetti vi sono due altari dedicati a san Martino e san Filippo Neri. Sull'altare principale è raffigurata infine la Deposizione dalla Croce.
Nel capocroce è situato il presbiterio e, oltre il muro di fondo, l'ampia sacrestia pure decorata.